# Fausto Filzi
Fausto Filzi (Capodistria, 1º luglio 1891 – Monte Zebio, 8 giugno 1917) è stato un patriota irredentista italiano, fratello di Fabio Filzi.

## Biografia
Nacque in Istria, ultimo dei quattro figli maschi di Giovanni Battista e Amelia Ivancich. Il padre era originario di Sacco, presso Rovereto, ma lavorava come insegnante di filologia classica nei licei di Pisino e Capodistria. Nel 1892 ottenne la cattedra al liceo-ginnasio di Rovereto e tornò in Trentino, portando con sé la famiglia.
Fausto si iscrisse al liceo, ma non completò mai gli studi. Lavorò ad Ala in Vallagarina, a Brno in Moravia e a Barcs in Ungheria. Nel dicembre 1913 si recò in Argentina dedicandosi dapprima a lavori saltuari e in seguito all'attività di impiegato presso la ditta Fratelli Facchinetti di Buenos Aires.
Nel settembre del 1916, dopo essere stato informato dell'esecuzione di Fabio Filzi e Cesare Battisti, decise di tornare in Italia a vendicare il martirio del fratello. Giunto al comando di Verona il 21 ottobre si arruolò volontario nel 9º reggimento Artiglieria da Fortezza con il grado di sottotenente. In quanto irredentista, gli era proibito di andare al fronte, tuttavia il 17 aprile 1917 fece domanda di essere inviato in prima linea: «Il sottoscritto ha l'onore di chiedere di essere inviato in prima linea, quantunque irredento. Fausto Filzi». Tale richiesta fu accettata e, assegnatogli il nome di guerra di Momi Spoldore, fu inviato alla 20ª batteria bombarde sul Monte Zebio nell'Altopiano di Asiago.
Morì l'8 giugno 1917 insieme con altri sette uomini della batteria, quando la riservetta munizioni fu centrata da una granata austriaca. Di Filzi fu ritrovato solo un piede. Fu decorato con la medaglia d'argento al valor militare.

## Onorificenze

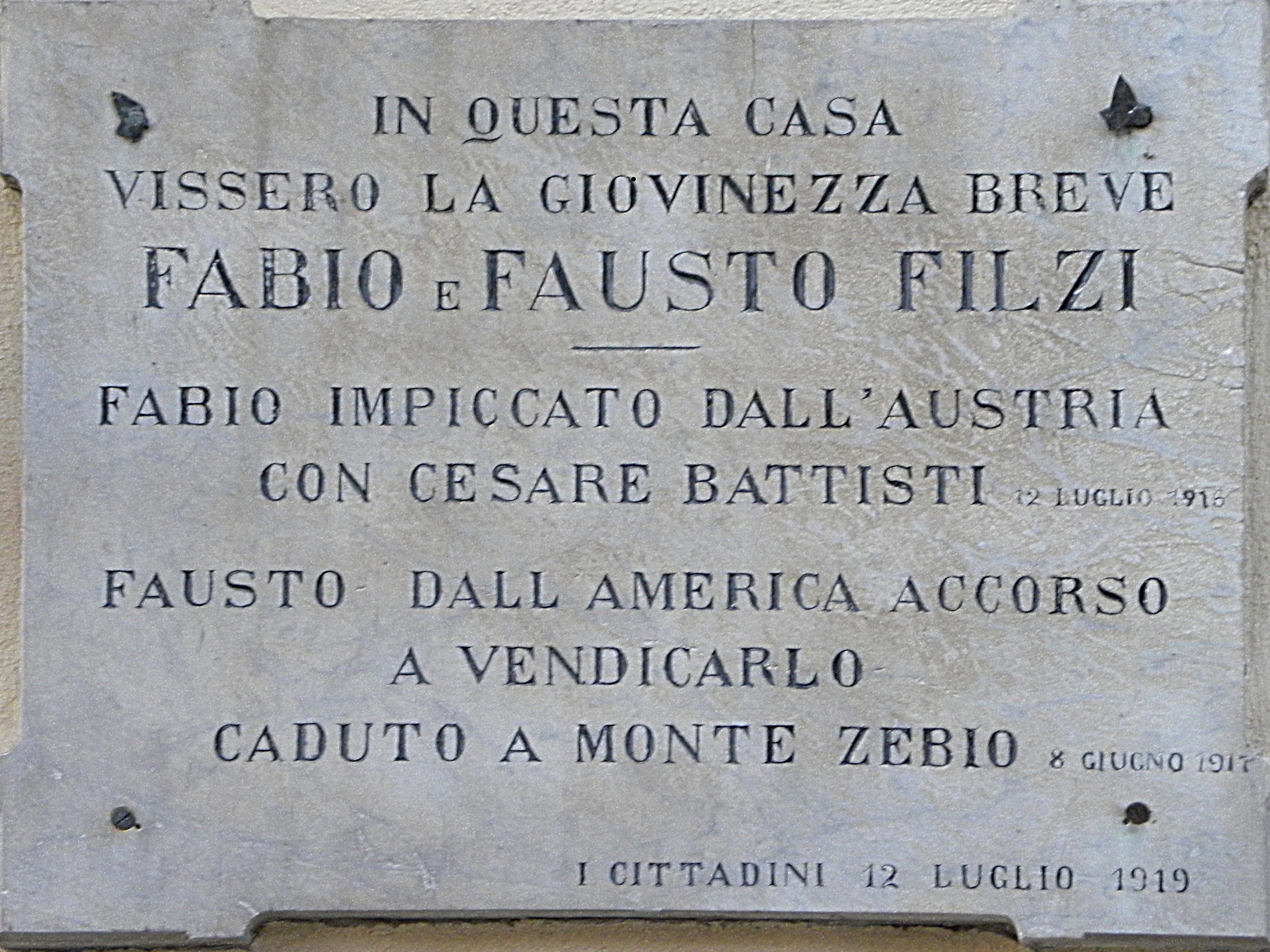
Lapide a fratelli Fausto e Fabio Filzi a Rovereto

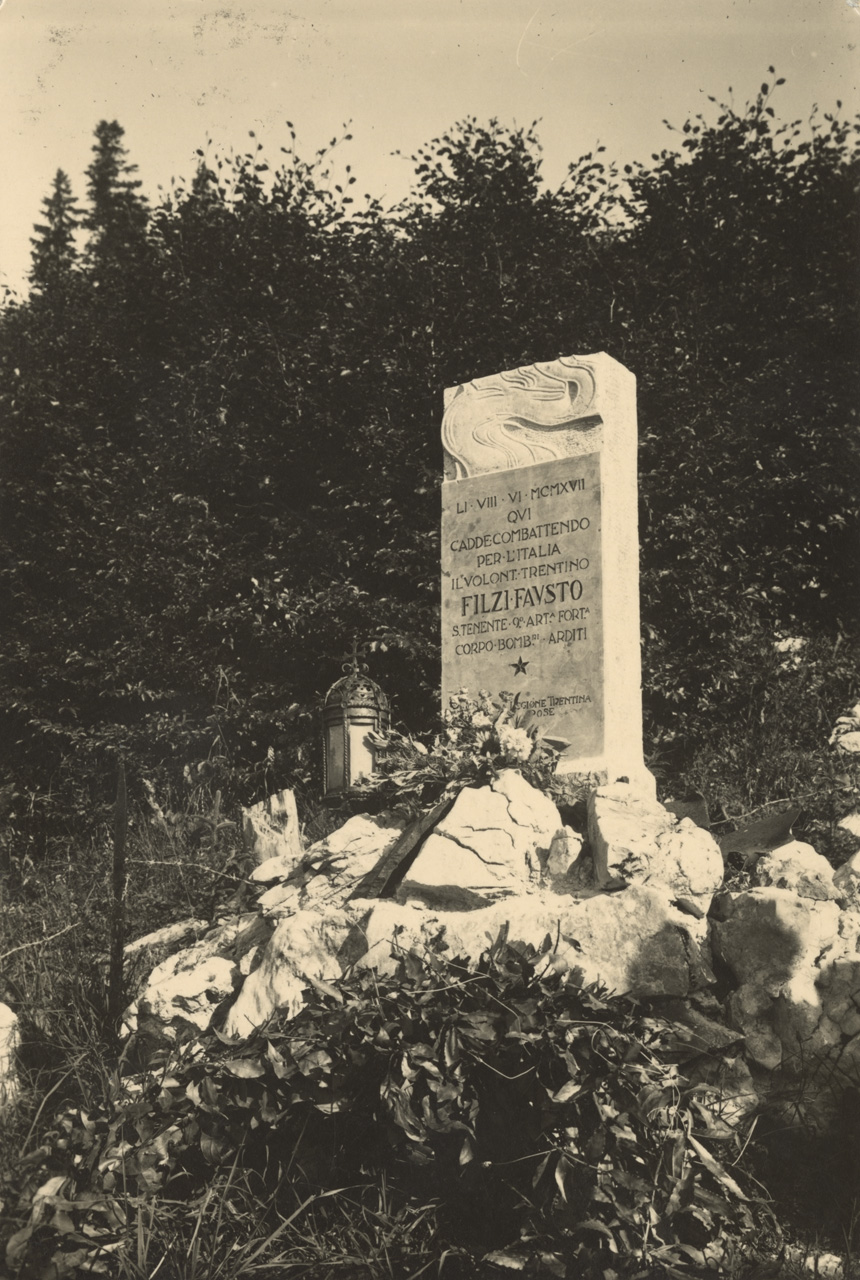
Cippo al legionario trentino sull'Altopiano di Asiago

A Fausto e al fratello Fabio Filzi sono state dedicate la piazza di Borgo Sacco, il rifugio sul Monte Finonchio e la scuola primaria di Rovereto.